# Палма дел Рио
Палма дел Рио (шп. Palma del Río) град је у Шпанији у аутономној заједници Андалузија у покрајини Кордоба. Према процени из 2017. у граду је живело 21 241 становника.

## Становништво
Према процени, у граду је 2017. живело 21 241 становника.
| 1970.  | 1981.  | 1991.  | 2000.  | 2011.  | 2017.  |
| ------ | ------ | ------ | ------ | ------ | ------ |
| 18.068 | 17.359 | 18.350 | 19.226 | 21.537 | 21.241 |